# Jacob Klein (Philosoph)
Jacob Klein (geboren 3. März 1899 in Liepāja, Gouvernement Kurland, Russisches Kaiserreich; gestorben 16. Juli 1978 in Annapolis, Maryland, Vereinigte Staaten) war ein deutsch-amerikanischer Philosoph und Mathematiker jüdischer Abstammung.

## Leben und Werk
Klein wuchs in Russland (wozu Kurland damals gehörte), Belgien und Deutschland auf. Er studierte ab 1917 drei Jahre Mathematik und Physik in Berlin und wollte dann bei Edmund Husserl in Freiburg Philosophie studieren (und er war stark von diesem beeinflusst), dieser riet ihm aber, in Marburg Philosophie zu studieren. 1922 promovierte er bei Nicolai Hartmann mit einer Dissertation über das Verhältnis von logischen und historischen Überlegungen bei Hegel. Danach studierte er bei Martin Heidegger und war auch als theoretischer Physiker an der Berliner Universität. Danach war er Privatdozent in Marburg, ging nach der Machtübernahme der Nationalsozialisten 1933 nach Prag  und ging dann über Berlin und England in die USA. Ab 1937 lehrte er am St. John’s College in Annapolis (Maryland). Hier hatte er in den Jahren von 1949 bis 1958 die Position des Dekans inne. Seine Lehrtätigkeit an diesem College (ein Liberal Arts College, das sich dem „Great Book“ Programm angeschlossen hatte) währte bis zu seinem Tode. Von besonderer Bedeutung ist seine enge Freundschaft mit dem Philosophen Leo Strauss.
Jacob Kleins wohl wichtigstes Werk ist die Studie: Die griechische Logistik und die Entstehung der Algebra (Greek Mathematical Thought and the Origin of Algebra), in der er die Entwicklung von der antiken Mathematik hin zur modernen untersucht, mit besonderer Beachtung des jeweiligen Verständnisses der Zahl. Die zentrale These ist, dass das moderne Verständnis von Mathematik sich auf eine symbolische Interpretation des griechischen Zahlenkonzepts (arithmos) stützt. Er kritisiert darin auch Husserls Zahlkonzept (Hopkins), insbesondere aber die damals gängige, in Büchern von Otto Neugebauer und Bartel Leendert van der Waerden verbreitete Lehre (die auf Hieronymus Zeuthen zurückgeht), dass die Griechen eine geometrische Form der Algebra verwendeten und dabei ihre algebraischen Konzepte von den Babyloniern übernommen hätten, nach Entdeckung der Irrationalität durch die Pythagoräer diese aber in geometrische Form gebracht hätten. Klein’s Zugang erfolgte stattdessen über die griechische Philosophie, und seine Kritik wurde später von anderen wieder aufgenommen (Árpád Szabó, Sabetai Unguru), die das Konzept einer griechischen geometrischen Algebra, das von mathematisch geschulten Mathematikhistorikern stammte, für unhistorisch hielten. Nach Klein war dagegen die Darstellung von Zahlen etwa in Euklids Elementen immer mit konkreten Objekten verbunden und die Abstraktion des Zahlbegriffs zur Algebra vollzog sich in der platonischen und neuplatonischen Philosophie (Theoretische Logistik bei Plato als Abstraktion des Zahlbegriffs des Zählens, im Vergleich zur Arithmetik, die die Verhältnisse von Zahlen untereinander betrachtet), über diese bei Diophant (den Klein als Repräsentant der theoretischen Logistik deutet) und von Diophant aus auf die Weiterentwicklung der Algebra bei den Arabern und Francois Viète.
Außerdem veröffentlichte er Kommentare und Studien zu verschiedenen platonischen Dialogen und anderen Themen der antiken Philosophie.

## Schriften
- Die griechische Logistik und die Entstehung der Algebra. In: Quellen und Studien zur Geschichte der Mathematik, Astronomie und Physik. Abteilung B: Studien. Band 3, Erstes Heft, Berlin 1934, S. 18–105 und Zweites Heft, Berlin 1936, S. 122–235. Wiederveröffentlicht in der englischen Übersetzung von Eva Brann unter dem Titel: Greek Mathematical Thought and the Origin of Algebra. Cambridge, Mass.: MIT Press, 1968, ISBN 0-486-27289-3.
- Phenomenology and Science. In: Philosophical Essays in Memory of Edmund Husserl. Cambridge, Mass. 1940, ISBN 0-8371-0071-2.
- A Commentary on Plato's Meno. Chapel Hill 1965, ISBN 0-226-43959-3.
- Plato's Trilogy. Theaetetus, the Sophist and the Statesman. Chicago 1977, ISBN 0-226-43951-8.
- Lectures and Essays. Annapolis, Maryland 1985, ISBN 0-9603690-2-3.
- Korrespondenz zwischen Jacob Klein und Leo Strauss in: Leo Strauss: Gesammelte Schriften. Band 3: Hobbes´ politische Wissenschaft und zugehörige Schriften – Briefe. Hrsg. Heinrich Meier. Stuttgart, Weimar 2001, S. 455–605, ISBN 3-476-01213-1.